# Malattia da reflusso faringo-laringeo
La malattia da reflusso faringo-laringeo, spesso abbreviata come RFL (in inglese LPR, Laryngo-Pharyngeal Reflux), è una malattia di interesse gastroenterologico che viene causata dal reflusso in faringe e in laringe delle secrezioni contenute nello stomaco.

## Eziologia
L'acido cloridrico e gli enzimi pancreatici vengono a contatto, per un ipotetico malfunzionamento dello sfintere esofageo inferiore (LES) ed eventualmente anche di quello superiore (UES) con le vie aero-digestive superiori, creando così un ricircolo infiammatorio difficile da diagnosticare, per il medico meno esperto, e soprattutto difficile da curare.
La causa di questa tipologia di reflusso, ben differente dal più noto reflusso gastroesofageo, è tuttora poco conosciuta. 
Alcune fonti parlano di fattori mucosali individuali come fonte del danno tissutale in faringe e in laringe da parte dell'azione dei gas.
Le prime biopsie in gola, per la ricerca del reflusso, sono state compiute nel 2009 e hanno evidenziato una formazione del tessuto differente rispetto ai pazienti sani, con evidenza di un danno microscopico alle mucose delle vie aeree.
Questa patologia porta a faringite cronica, laringite posteriore, muco sul piano glottico (post nasal drip) con eventuale disfagia oro-faringea e nei casi più gravi anche ulcere e carcinomi alla laringe.

## Difficoltà diagnostiche
Le difficoltà diagnostiche sono spesso un grave problema di questa malattia, in quanto non esistono tuttora linee guida abbastanza chiare da accordare i medici su una patologia differente rispetto al reflusso gastroesofageo.
Il reflusso in faringe e in laringe è stato riconosciuto in maniera più ufficiale all'interno della categoria della malattia da reflusso gastroesofageo non erosivo (NERD), studiato per la prima volta in Italia nel corso del 2009 e solo da pochi anni riconosciuto dall'accademia dell'otorinolaringoiatria statunitense.
Le difficoltà sorgono in quanto la maggior parte delle persone che soffrono di questo disturbo non si recano dallo specialista gastroenterologo, che il più delle volte non riconosce nemmeno come tale il problema, bensì dall'otorinolaringoiatra, lamentando spesso una sensazione di costrizione alla gola (bolo faringeo) e un iper-produzione di muco.
Spesso mandati da uno specialista all'altro senza una risoluzione della sintomatologia, la malattia acquista quasi caratteri psicosomatici, causando una forte depressione nei pazienti.
Ultimamente, grazie alla pH-metria con impedenziometria o al esame della pepsina salivare si è cercato di ricondurre segni e sintomi alla manifestazione della patologia, che spesso può essere diagnosticata tramite laringoscopia a fibre ottiche grazie alla presenza della laringite posteriore.
Inoltre le difficoltà sorgono per via della resistenza agli IPP da parte della patologia in quanto insieme di agenti liquidi e gassosi. Falliti i primi tentativi il gastroenterologo si ritrova a non approfondire il caso e ad indirizzare il paziente, sempre più danneggiato, verso altri specialisti, che chiaramente provano senza successo terapie differenti, rischiando non solo di fallire ma anche di peggiorare la sintomatologia ed il quadro clinico generale.